# Discografia di Enzo Jannacci
La discografia di Enzo Jannacci è divisibile in sette periodi a seconda delle case discografiche per le quali ha inciso:
1. Ricordi: 1959-1962, 1980-1983;
2. Jolly: 1964-1966;
3. RCA: 1967-1974;
4. Ultima Spiaggia: 1975-1979;
5. DDD: 1985-1994;
6. Columbia: 1998;
7. Ala Bianca: 2001-2013.

L'intero catalogo è custodito dalla Sony Music (1959-1962, 1967-1998), dalla SAAR Records (1964-1966) e Ala Bianca (dal 2001 a oggi). Quest'ultima tuttavia alla fine del 2011 ha ristampato per la prima volta in CD tutti i quattro LP del periodo Ultima Spiaggia.

## Album in studio
| Data matrici o di uscita | Titolo album                                | Etichetta e numero di catalogo         | Note |
| ------------------------ | ------------------------------------------- | -------------------------------------- | --- |
| 14/15 luglio 1964        | La Milano di Enzo Jannacci                  | Jolly LPJ 5037                         | |
| 25 novembre 1964         | Enzo Jannacci in teatro                     | Jolly LPJ 5043                         | live dallo spettacolo 22 canzoni a cura di Dario Fo |
| 16 luglio 1966           | Sei minuti all'alba                         | Jolly LPJ 5071                         | |
| 1968                     | Vengo anch'io. No, tu no                    | ARC ALPS 11007                         | |
| 28 maggio 1968           | Le canzoni di Enzo Jannacci                 | Ricordi MRP 9050                       | Antologia di registrazioni in prevalenza uscite su 45 giri tra il 1961 e il 1963, di cui quattro inedite su disco |
| marzo 1970               | La mia gente                                | ARC ALPS 11021                         | |
| 1972                     | Giorgio Gaber e Enzo Jannacci               | Family Records SFR-RI 629              | Raccolta di tutti i brani pubblicati a nome I Due Corsari su etichetta Ricordi |
| settembre 1972           | Jannacci Enzo                               | RCA Italiana PSL 10539                 | |
| marzo 1975               | Quelli che...                               | Ultima Spiaggia ZLUS 55180             | Vincenzina e la fabbrica in nuova versione rispetto a quelle pubblicate su 45 giri nel 1974 |
| 1976                     | O vivere o ridere                           | Ultima Spiaggia ZLUS 55189             | |
| 1977                     | Secondo te... che gusto c'è?                | Ultima Spiaggia ZPLS 34027             | Il panettiere in nuova versione rispetto a quella pubblicata su 45 giri (1974). Saxophone ha un testo parzialmente diverso rispetto alla versione pubblicata su 45 giri E sapere, nuova versione, ulteriormente rielaborata, del brano inciso sull'album Sei minuti all'alba (1966) come E savè, quindi sull'album Jannacci Enzo (1972) |
| 1979                     | Foto ricordo                                | Ultima Spiaggia ZPLS 34075             | |
| 1980                     | Ci vuole orecchio                           | Ricordi SMRL 6266                      | L'edizione cassetta del titolo (RIK 76266) contiene in più il brano Il pacco. Il dritto in nuova versione rispetto a quella pubblicata sul 33 giri la mia gente |
| 1980                     | Nuove registrazioni                         | Ricordi-Orizzonte ORL 8430             | Ristampato nel 1995 con il titolo 1980 (BMG Ricordi, MPCD 230); Tutti i brani, salvo i due inediti E la vita, la vita e L'uselin de la comare, sono in nuove versioni rispetto a quelle precedentemente pubblicate |
| 21 luglio 1981           | E allora... concerto                        | Ricordi SMRL 6282                      | Brutta gente in nuova versione rispetto a quella pubblicata su 45 giri nel 1974 |
| 1983                     | Discogreve                                  | Ricordi SMRL 6302                      | |
| 1983                     | Ja-Ga Brothers                              | CGD 15106                              | con Giorgio Gaber, tutti i brani sono nuove registrazioni di pezzi incisi dai due artisti, a nome I Due Corsari, nel periodo 1959-1960 |
| 15 aprile 1985           | L'importante                                | Drogueria Di Drugolo DDD 26459         | |
| 11 marzo 1987            | Parlare con i limoni                        | Drogueria Di Drugolo DDD 450867 1      | |
| 1989                     | Se me lo dicevi prima e altri successi      | Drogueria Di Drugolo DDD 465171 1      | Antologia di materiale già pubblicato tra il 1980 e il 1989 |
| 1989                     | 30 anni senza andare fuori tempo            | Drogueria Di Drugolo DDD 466056 1      | Doppio album live registrato presso il Castello Sforzesco di Milano, 7-9 luglio 1989 |
| 14 maggio 1991           | Guarda la fotografia                        | Drogueria Di Drugolo DDD 211 737       | |
| 1994                     | I soliti accordi                            | Drogueria Di Drugolo DDD 74321 19259 2 | Il primo furto non si scorda mai, Il bonzo e Per la moto non si dà in nuove versioni rispetto alle precedenti |
| 1998                     | Quando un musicista ride                    | Columbia COL 4894342                   | Album semiantologico, composto da materiale di album precedenti, o in nuove versioni, o completamente inedito |
| 12 ottobre 2001          | Come gli aeroplani                          | Ala Bianca ABR 128553845 2             | |
| 18 novembre 2002         | Enzo Jannacci Live @ RTSI                   | RTSI Music/Edel Music 505107 2         | Live del 27 dicembre 1986 presso la televisione svizzera |
| 7 febbraio 2003          | L'uomo a metà                               | Ala Bianca ABR 128553874 2             | |
| 22 ottobre 2004          | Milano 3.6.2005                             | Ala Bianca ABR 128553913 2             | |
| 24 novembre 2006         | The best                                    | Ala Bianca ABR 128553951 2             | Doppia antologia con nuove versioni sul CD 1 e materiale degli anni 1970 e 2001-2004 sul CD 2. Tre brani inediti |
| 21 novembre 2008         | The best. Concerto vita miracoli            | Ala Bianca ABR 128553989 2             | CD+DVD live |
| 2013                     | L'artista                                   | Ala Bianca, ABR                        | Album uscito postumo. |
| 2023                     | Qualcosa da ascoltare. Tra inediti e rarità | Ala Bianca, ABR                        | Album uscito postumo. |

## Album dal vivo
- 1964 – Enzo Jannacci in teatro
- 1989 – 30 anni senza andare fuori tempo
- 2008 – The best. Concerto vita miracoli

## Raccolte
- 1971 - Enzo Jannacci (Joker SM 3031)
- 1976 - Così ride Enzo Jannacci (RCA-LineaTre NL 33012)
- 1977 - I successi di Enzo Jannacci (UP LPUP 5099)
- 1981 - Vivere, secondo Enzo Jannacci (RCA-LineaTre NL 33180)
- 1982 - Enzo Jannacci (Profili Musicali SRIC 015)
- 1982 - Enzo Jannacci (Hit Parade International HP-24)
- 1995 - Quelli che... (RCA 74321 - 29837-2)
- 1997 - No tu no (BMG-LineaTre 074321512442)
- 2001 - I grandi successi originali (2CD, BMG 74321819882-2)
- 2008 - I grandi successi (Warner Music 5051442 - 8883 - 5 - 5)

## EP
| Data matrici o di uscita | Brani                                                                                                 | Etichetta e numero di catalogo | Note                                 |
| ------------------------ | --- | ------------------------------ | ------------------------------------ |
| 22 febbraio 1960         | 24 ore/Birra/Zitto prego/Teddy Girl                                                                   | Dischi Ricordi ERL 158         | con Giorgio Gaber come I due corsari |
| 1964                     | L'Armando/Andava a Rogoredo/El portava i scarp del tennis/La forza dell'amore/Ti te se no/Senza de ti | Jolly J 20C251                 |                                      |

## Singoli
| Data matrici o di uscita | Brani                                                           | Etichetta e numero di catalogo         | Note |
| ------------------------ | --------------------------------------------------------------- | -------------------------------------- | --- |
| 1959                     | 24 ore/Ehi! Stella                                              | Dischi Ricordi SRL 10.034              | con Giorgio Gaber come I due corsari |
| 1959                     | Birra/Perché non con me                                         | Dischi Ricordi SRL 10.055              | con Giorgio Gaber come I due corsari |
| 1959                     | Corsari scozzesi/Una fiaba                                      | Dischi Ricordi SRL 10.069              | con Giorgio Gaber come I due corsari |
| dicembre 1959            | Tintarella di luna/Zitto prego                                  | Dischi Ricordi SRL 10.093              | con Giorgio Gaber come I due corsari |
| 20 febbraio 1960         | Teddy girl/Dormi piccino                                        | Dischi Ricordi SRL 10.110              | con Giorgio Gaber come I due corsari |
| 11 maggio 1960           | Una fetta di limone/Il cane e la stella                         | Dischi Ricordi SRL 10.135              | con Giorgio Gaber come I due corsari |
| 4 giugno 1960            | Non occupatemi il telefono                                      | The red record/Il Musichiere 20075     | con Giorgio Gaber come I due corsari; Flexi disc allegato al settimanale Il Musichiere n° 75                                                                           |
| 3 settembre 1960         | Comme facette mammeta                                           | The red record/Il Musichiere 20088     | con Giorgio Gaber come I due corsari; Flexi disc allegato al settimanale Il Musichiere n° 88                                                                           |
| 14 luglio 1961           | L'ombrello di suo fratello/Il tassì                             | Tavola Rotonda T 70013                 | |
| 1961                     | Passaggio a livello/Il giramondo                                | Tavola Rotonda T 70014                 | |
| 1º dicembre 1961         | Il cane con i capelli/Gheru Gheru                               | Ricordi SRL 10.222                     | |
| 19 giugno 1962           | Bambino boma/L'artista                                          | Ricordi SRL 10.261                     | |
| 12 marzo 1964            | El portava i scarp del tennis/Ti te se' no                      | Jolly J 20227                          | |
| 14 maggio 1964           | T'ho compraa i calzett de seda/Andava a Rogoredo                | Jolly J 20240                          | |
| 4 giugno 1964            | L'Armando/La forza dell'amore                                   | Jolly J 20247                          | |
| 27 ottobre 1964          | Ma mi/M'hann ciamàa                                             | Jolly J 20272                          | |
| 1965                     | L'ombrello di suo fratello/Passaggio a livello                  | Ricordi SRL 10.375                     | Nuova pubblicazione di precedenti matrici Tavola Rotonda |
| 30 aprile 1965           | Sfiorisci bel fiore/Non è vero                                  | Jolly J 20305                          | Sfiorisci bel fiore in registrazione di studio anziché dal vivo come sul precedente album Enzo Jannacci in teatro, e con testo parzialmente diverso                    |
| 17 maggio 1965           | Veronica/Soldato Nencini                                        | Jolly J 20317                          | Veronica in registrazione di studio anziché dal vivo come sul precedente album Enzo Jannacci in teatro                                                                 |
| 9 febbraio 1966          | Ninna nanna per un bambino/Per un basin                         | Jolly J 20350                          | Per un basin in nuova versione rispetto a quella pubblicata sul 33 giri La Milano di Enzo Jannacci                                                                     |
| 6 maggio 1966            | Faceva il palo/E savé                                           | Jolly J 20371                          | |
| 1967                     | Vengo anch'io. No, tu no/Giovanni, telegrafista                 | ARC AN 4138                            | |
| 19 giugno 1968           | L'appassionata/Ho soffrito                                      | Jolly J 20440                          | |
| 1968                     | Ho visto un re/Bobo Merenda                                     | ARC AN 4158                            | |
| 1969                     | Il terzino d'Olanda/Gli zingari                                 | ARC AN 4168                            | |
| 1969                     | El portava i scarp del tennis/La balilla                        | Signal S 90                            | Ristampa di vecchie matrici Jolly |
| 1969                     | Faceva il palo/Andava a Rogoredo                                | Signal S 91                            | Ristampa di vecchie matrici Jolly |
| 1969                     | Ma mi/L'Armando                                                 | Signal S 92                            | Ristampa di vecchie matrici Jolly |
| aprile 1970              | Mexico e nuvole/Pensare che...                                  | RCA PM 3519                            | Versioni dei brani diverse nel missaggio rispetto a quelle pubblicate sul 33 giri La mia gente                                                                         |
| ottobre 1972             | Ragazzo padre/Faceva il palo                                    | RCA PM 3684                            | Faceva il palo nella versione del 33 giri Jannaci Enzo; primo singolo stereofonico di Jannacci                                                                         |
| 3 aprile 1974            | Brutta gente/Il panettiere                                      | CAR Juke Box CRJ 1095                  | Lato A: Un disco per l'estate 1974 |
| ottobre 1974             | Vincenzina e la fabbrica/Vincenzina e la fabbrica (strumentale) | Ultima Spiaggia ZUS 50567              | Dalla colonna sonora del film Romanzo popolare |
| marzo 1975               | El me indiriss/Quelli che...                                    | Ultima Spiaggia ZUS 50568              | Lato A: testo in italiano anziché in milanese come nella versione del 33 giri Quelli che... - Lato B: testo diverso rispetto alla versione presente sul medesimo album |
| gennaio 1976             | Rido/Tira a campà                                               | Ultima Spiaggia ZUS 50570              | Lato A: brano utilizzato nella colonna sonora del film antologico Amici più di prima - Lato B: dalla colonna sonora originale del film Pasqualino Settebellezze        |
| luglio 1976              | Vivere/Per la moto non si dà                                    | Ultima Spiaggia ZUS 50575              | |
| ottobre 1977             | Secondo te... che gusto c'è?/Saxophone                          | Ultima Spiaggia ZBS 7031               | Lato A: Sigla della trasmissione televisiva Secondo voi - Lato B: dalla colonna sonora originale del film Saxofone                                                     |
| 1979                     | Io e te/Bartali                                                 | Ultima Spiaggia ZBS 7155               | |
| 1980                     | Ci vuole orecchio/Silvano                                       | Ricordi SRL 10.923                     | Ci vuole orecchio in versione più corta rispetto a quella pubblicata sull'album omonimo                                                                                |
| 9 settembre 1983         | Linea bianca/Moviola                                            | Fonit Cetra SP 1803                    | Lato A: sigla della trasmissione TV La domenica sportiva |
| 15/23 aprile 1985        | Son s'cioppàa/L'importante è esagerare                          | Drogueria Di Drugolo DDD A 6251        | |
| 22 aprile 1985           | Mi-mi-la-lan!/La bambina lupo                                   | Drogueria Di Drugolo DDD A 6299        | Lato A: Inno ufficiale del Milan A. C. |
| febbraio 1989            | Se me lo dicevi prima/Vita e bottoni                            | Drogueria Di Drugolo DDD 654706-7      | Lato A: Festival di Sanremo 1989 |
| febbraio 1991            | La fotografia/La fine della storia                              | Drogueria Di Drugolo DDD 114 158       | Lato A: Festival di Sanremo 1991 |
| febbraio 1994            | I soliti accordi/Parlare col liquido                            | Drogueria Di Drugolo DDD 74321 19256 2 | I soliti accordi: Festival di Sanremo 1994 |
| febbraio 1998            | Quando un musicista ride/Quelli che... il calcio                | Columbia COL 66555121                  | Quando un musicista ride: Festival di Sanremo 1998 |